# Emiliano Revilla
 (mars 2018).
Si vous disposez d'ouvrages ou d'articles de référence ou si vous connaissez des sites web de qualité traitant du thème abordé ici, merci de compléter l'article en donnant les références utiles à sa vérifiabilité et en les liant à la section « Notes et références ».
Emiliano Revilla Sanz, né en 1928 à Ólvega (province de Soria, Espagne), est un industriel espagnol. Il a fondé et dirigé l'entreprise de saucissons « Revilla », principalement connue pour son chorizo. Il est séquestré par l'ETA pendant huit mois en 1988.

## Biographie
Emiliano Revilla fonde l'entreprise « Revilla » qui permet l'industrialisation de son village natal.
Le 24 février 1988, il est enlevé par l'ETA. Il est libéré 249 jours plus tard, le 30 octobre 1988.
Une de ses filles, Margarita, est mariée avec le journaliste de TVE, Jesús Álvarez Cervantes.